# Vaskovácsi
Vaskovácsi korábban Vendkovácsi (szlovénül: Kovačevci) falu a Muravidéken, Szlovéniában. Közigazgatásilag Felsőlendva községhez (Občina Grad) tartozik.

## Fekvése
Muraszombattól 20 km-re északnyugatra, Felsőlendvától 3 km-re délkeletre a Vendvidéki-dombság (Goričko) területén a Bezjak-patak völgyében fekszik. Területét rétek, szőlőültetvények, gyümölcsösök borítják. Északi részét nagyrészt erdő borítja. Földje kavicsos, homokos, búza, rozs, árpa, kukorica termesztésére alkalmas. Főbb részei: Bašov breg, Cörov breg, Francova graba, Horvatova graba, Hubrov breg, Pozvekov breg, Kocvenklinov breg, Krčmarovi, Roudijova graba, Hlapcov breg.

## Története
Első írásos említése 1365-ben "Kouachouch" alakban történt abban az oklevélben, melyben Felsőlendva várát a hozzátartozó 73 faluval I. Lajos magyar király elcseréli Széchy Miklóssal Éleskő és Miskolc uradalmáért, valamint a Szent Péter és Pál apostolok tiszteletére létesült tapolcai apátság kegyuraságáért. Akkor a felsőlendvai uradalom része volt. Egy évvel később 1366-ban "Kouachfalua in districtu Waralyakurniky" néven említik. 1499-ben "Kowasowoz" alakban említik. 1685-ben Széchy Katalinnal kötött házassága révén Nádasdy Ferenc birtoka lett és egészen a 19. század közepéig a család birtoka maradt.
A falu a múltban szénégetőiről volt híres. A faszenet a környék bükk, tölgy és akácfáiból égették, majd zsákokban szállították a környék településeire.
Vályi András szerint " KOVACSÓCZ. Elegyes falu Vas Várm. földes Ura G. Nádasdi Uraság, lakosai katolikusok, fekszik Felső Lendvához nem meszsze, és annak filiája, határja is hozzá hasonlító."
Fényes Elek szerint "Kovasócz, vindus falu, Vas vmegyében, a f. lendvai uradalomban, 155 kath. lak."
Eredeti Kovacócs nevét előbb Vendkovácsira változtatták, később azonban Vaskovácsi lett a neve.
Vas vármegye monográfiája szerint "Vend-Kovácsi, 35 házzal és 204 r. kath. lakossal, akik mindannyian vendek. Postája Felső-Lendva, távírója Szt.-Gotthárd."
1910-ben 241, túlnyomórészt szlovén lakosa volt. A trianoni békeszerződésig Vas vármegye Muraszombati járásához tartozott.
Az első világháború után először a de facto Vendvidéki Köztársaság, majd a Szerb–Horvát–Szlovén Királysághoz csatolták, ami 1929-től Jugoszlávia nevet vette fel. 1941-ben átmeneti időre ismét Magyarországhoz tartozott, 1945 után visszakerült jugoszláv fennhatóság alá. 1991 óta a független Szlovénia része. 2002-ben 129 lakosa volt.